# Rue Boissieu
La rue Boissieu est une voie du 18e arrondissement de Paris, en France.

## Situation et accès
La rue Boissieu est une voie publique située dans le 18e arrondissement de Paris. Elle débute au 3, boulevard Barbès et se termine au 8, rue Belhomme.

## Origine du nom
Cette voie porte le nom de l’artiste français Jean-Jacques de Boissieu (1736-1810).

## Historique
Cette rue ouverte sous sa dénomination actuelle par un décret du 10 août 1868, sur l'emplacement de la place Belhomme, est classée dans la voirie parisienne par un décret du 4 septembre 1878 :
Décret du 10 août 1868
« Napoléon, etc., 

Sur le rapport de notre ministre secrétaire d’État au département de l'Intérieur,
vu l'ordonnance du 10 juillet 1816 ;
vu les propositions de M. le préfet de la Seine ;
avons décrété et décrétons ce qui suit :
Article 14. — Les deux voies en cours d'exécution sur l'emplacement de la place Belhomme prendront :
- la première, située au nord, le nom de rue Boissieu ;
- la deuxième, située au sud, celui de rue Bervic ;

etc.
Article 17. — Notre ministre secrétaire d'État au département de l'Intérieur est chargé de l'exécution du présent décret.
Fait au palais de Fontainebleau, le 10 août 1868. »